# Poleszje (hajó)
A Poleszje (oroszul: Полесье), vagy 17091-es tervszámú hajó szovjet, majd belarusz gyártmányú kisméretű folyami hordszárnyas hajó. A hajók gyártása a Homeli Hajógyár és Hajójavító Üzemben folyt. Jó nautikai tulajdonságokkal rendelkező, sekély vizeken is üzemeltethető hajó. Magyarországon négy példány áll üzemben a Dunán a MAHART–PassNave cégnél Bíbic névvel.

## Története
A kisméretű hajót a hordszárnyas hajók tervezésére szakosodott Nyizsnyij Novgorod-i Központi Szárnyashajó Tervezőintézetban fejlesztették ki az 1980-as évek elején folyami személyszállításra. Sorozatgyártása a Homeli Hajógyár és Hajójavító Üzemben folyt 1983-tól az 1990-es évek elejéig. Több mint száz darabot építettek. A hajókat a Szovjetunióban állították üzembe, az egyes hajók nevét a Poleszje név és egy sorozatszám alkotta.

### Magyarországi alkalmazása
Magyarországon az 1990-es évek elején állított szolgálatba négy Poleszje típusú hordszárnyas hajót a MAHART Magyar Hajózási Zrt. Az első két hajó, a Bíbic I és Bíbic II 1992-ben, a másik két hajó, a Bíbic III és Bíbic IV  1993-ban érkezett Magyarországra és állt üzembe a Mahartnál. A hajók napjainkban is üzemelnek a Dunán. A Bíbic III hajót később business class szintűre építették át, csökkentették az ülések számát.